# Bătălia de la Bicocca
Bătălia de la Bicocca a fost o bătălie între trupele franceze ale regelui Francisc I și cele ale împăratului Carol Quintul, desfășurată în Bicocca, la nord de Milano, la 27 aprilie 1522.
Trupele franceze și venețiene, sub comanda lui Odet de Foix, au fost învinse de către o armată formată din trupe spaniole, ale Sfântului Imperiului Roman și pontificale sub comanda lui Prospero Colonna. Cu această ocazie, Odet de Foix a fost nevoit să se retragă din Lombardia, iar Ducatul de Milano a intrat sub stăpânirea Împăratului.
Un rol important l-au jucat trupele Confederației Vechi a Elveției aflate sub comanda lui Albrecht vom Stein din Berna, Arnold Winkelried din Unterwalden și Ulrich von Sax, din St. Gallen, care au luptat  de partea armatei franceze, învinse fiind însă de către forțele imperiale conduse de Prospero Colonna. Această înfrângere s-a datorat în principal superiorității archebuzierilor și a artileriei spaniole față de halebardierii elvețieni.
Secretarul regimentului trupelor elvețiene a fost Niklaus Manuel, cel care mai târziu va deveni dramaturg, grafician, pictor, reformator și om de stat.

## Legături externe
- Alessandra Maffioli: despre Bicocca, Schlacht bei în Lexiconul de istorie al Elveției